# Tutorial (videojuegos)

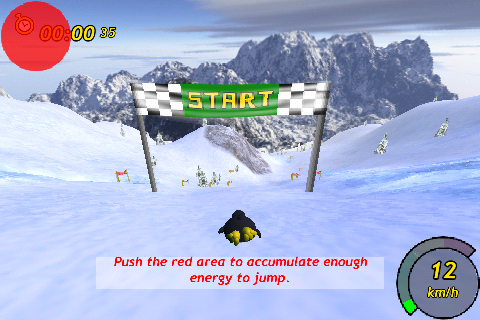
Captura de pantalla de Tux Racer para Android, portado desde el proyecto Tux Race 4iOS. Modo Tutorial.

En el diseño de videojuegos, un tutorial es un nivel que enseña a los jugadores las reglas y controles del juego. Algunos tutoriales están integrados en el juego en sí, mientras que otros están completamente separados y son opcionales. Algunos juegos tienen ambos a la vez, ofreciendo un tutorial básico obligatorio y entrenamiento avanzado opcional. Los tutoriales se han vuelto cada vez más comunes debido a la disminución de los manuales impresos de videojuegos como resultado de la reducción de costos y la distribución digital. Los tutoriales pueden ser importantes ya que son la primera impresión de un jugador de un juego, y un tutorial demasiado tedioso o uno que al jugador moverse con libertad puede afectar negativamente su visión del juego. Sin embargo, la falta de un tutorial también puede dañar un juego al hacer que el jugador se sienta frustrado, ya que no podría descubrir la mecánica esencial del juego o tendría muchas dificultades intuyéndolas.

## Tipos de tutoriales
Los tutoriales van desde facilitar suavemente la experiencia del jugador hasta obligarlo a aprender a través de prueba y error, solo permitiéndole continuar cuando hayan dominado el juego. El primer tipo a menudo se enmarca como guía de un personaje mentor, como un anciano sabio o un maestro, y a veces incluso representa literalmente al personaje principal que crece de un niño a un adulto a medida que aprende sus habilidades, como en Horizon Zero Dawn. El último tipo de tutorial presenta al jugador enemigos cada vez más difíciles que demuestran las técnicas necesarias para superarlos. Otros tipos de tutoriales incluyen dar lentamente información a los jugadores a lo largo de todo el juego, como en la serie Legend of Zelda. 
Sin embargo, otros juegos rompen la cuarta pared con sus tutoriales o los parodian, usándolos como fuente de comedia. Los ejemplos incluyen Far Cry 3: Blood Dragon, en el que el personaje principal demuestra su molestia al verse obligado a someterse a un tutorial, y Undertale, en el que Toriel maternal adora tanto al personaje del jugador que literalmente lo lleva de la mano a través de acertijos peligrosos en lugar de permitir que el jugador los resuelva. 

## Crítica
Algunos críticos creen que un buen tutorial necesariamente debería permitir al jugador descubrir las mecánicas del juego por sí mismo sin que se les diga cómo hacerlo, como en el Metroid original, así como en versiones anteriores de Minecraft.